# Constantine Phaulkon

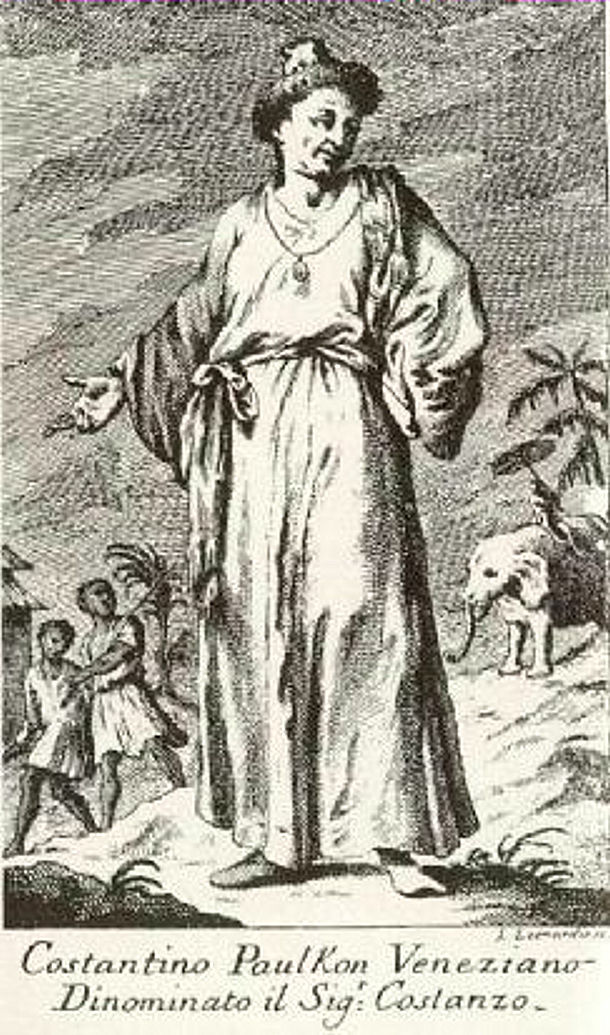
Miêu tả hiện đại của Constantine Phaulkon.

Constantine Phaulkon, sinh ra Κωσταντής Γεράκης hoặc Costantin Gerachi  (Tiếng Hy Lạp: Κωνσταντῖνος Γεράκης, Konstantinos Gerakis, "γεράκι", là chữ "falcon") được người Pháp gọi là Monsieur Constance, danh hiệu quý tộc Thái Lan (tiếng Thái: เจ้าพระยา วิชาเยนทร์); (RTGS: Chao Phraya Wichayen) Và Bồ Đào Nha Constantino Falcão (1647 - ngày 5 tháng 6 năm 1688) là một nhà thám hiểm Hy Lạp, người đã trở thành một cố vấn chính cho vua Narai của Ayutthaya  , danh hiệu Chao Praya Vichayen.:59,64

## Trong văn hóa đại chúng
| Năm  | Phim truyền hình                | Diễn viên   | Nhân vật                                                   |
| 2018 | Ngược dòng thời gian để yêu anh | Louis Scott | Okluang Surasakorn/Constantine Falcon/Chao Phraya Wichayen |